# Luxiaria mitorrhaphes
Espèce
Luxiaria mitorrhaphes est une espèce de papillons hétérocères de la famille des Geometridae décrit pour la première fois par Louis Beethoven Prout en 1925. On le trouve de l'Himalaya au Japon, à Taïwan, en Birmanie, à Bornéo et à Java.
Les mâles sont uniformément fauves, tandis que les femelles sont plus mouchetées et présentent des zones plus sombres distales aux postmédians.

## Systématique
Le nom valide complet (avec auteur) de ce taxon est Luxiaria mitorrhaphes Prout, 1925.